# Julián Martínez (personaje)
Julián Martínez es un personaje ficticio de la serie española El Ministerio del Tiempo y creada por los hermanos Pablo y Javier Olivares. Ha sido interpretado por el actor Rodolfo Sancho. Anteriormente era enfermero en el SAMUR y actualmente es un agente del Ministerio, que ha trabajado con otros agentes como Amelia Folch (Aura Garrido) y Alonso de Entrerríos (Nacho Fresneda).

## Historia
Nació en 1975 en España, hijo de Miguel Martínez y Ángela. En 1982 los tres se mudaron a Carabanchel. De joven era muy aficionado a la fotografía, hecho que se ve reflejado cuando en 1996 le regaló a su novia, Maite, una cámara instantánea. Años después, ambos contrajeron matrimonio pero el 30 de octubre de 2012, Maite murió en un accidente de tráfico, arrollada por un coche.
Tras esto, Julián sufrió varios episodios de depresión, que se veían reflejados en su trabajo como enfermero. En 2015, una noche fue alertado de un incendio en una casa, y pese a las advertencias de sus compañeros, Julián arriesgó su vida y entró en la casa para ver quién había dentro. Adentro, vio dos hombres disfrazados del siglo XIX y justo después se desmayó. Al despertar, nadie lo creyó, hasta que el suceso llegó a oídos del Ministerio del Tiempo. Irene Larra (Cayetana Guillén Cuervo) y Ernesto Jiménez (Juan Gea), llevaron a Julián al Ministerio y allí fue interrogado por Salvador Martí (Jaime Blanch) acerca de los tipos a los que había visto. Salvador concluyó que esos hombres eran del siglo XIX y habían viajado por el tiempo, y acto seguido reclutó a Julián como agente del Ministerio, poniéndole a trabajar junto a Amelia Folch (Aura Garrido), una de las primeras universitarias del siglo XIX y Alonso de Entrerríos (Nacho Fresneda), un soldado de los tercios de Flandes. Juntos descubrieron que esos dos hombres planeaban matar al Empecinado, hombre clave en la Guerra de la Independencia. Al final, consiguieron resolver la misión y que la Historia siguiera siendo la misma.
Tras su primera misión como agente del Ministerio, llegaron las siguientes: salvar a Lope de Vega, impedir que España entrara en la Segunda Guerra Mundial, conseguir que el Guernica volviera a España, etc. Sin embargo, Julián seguía sin poderse quitar de la cabeza a Maite, y viajaba a escondidas al pasado para verse con su esposa. Además, sus jefes en el Ministerio eran tajantes respecto a salvar la vida de su esposa: la historia es la que es. Por ello, un día decidió cambiar la historia para salvarla, pero no lo consiguió. Esto le hizo estar durante meses fuera de servicio, trabajando como enfermero del Ministerio.
Ya en 2016, Julián seguía sufriendo la muerte de su esposa, y quería aprovechar su vida para salvar otras. Por ello, con la ayuda de Salvador viajó a la guerra de Cuba, donde trabajó como enfermero. Sin embargo, meses después viajó a Filipinas, para continuar su labor allí. Lo que él no sabía es que acabó siendo uno de los últimos de Filipinas. Para impedir su muerte, Salvador envió a Alonso y juntos consiguieron volver al presente. A su regreso, Julián siguió trabajando como agente del Ministerio y junto a sus compañeros continuaron haciendo misiones para salvar la Historia de los que querían cambiarla.
En 2017, fue enviado junto a sus compañeros a una misión a la Batalla de Teruel, en 1937, donde fue dado por muerto. Sin embargo, en realidad no había muerto, aunque había perdido toda su memoria. A partir de entonces, creyó ser Eulogio Romero. A partir de entonces, luchó en la División Azul y más tarde trabajó como actor en la película Amor y Patria, aunque en realidad era parte de una organización secreta que conspiraba contra Franco. En 1943, planearon matar a Franco, pero el Ministerio del Tiempo de 2020, que había descubierto sus planes, lo impidió. Aunque Julián ya no recordaba a sus compañeros, fue traído de vuelta al Ministerio. Al principio, seguía sin recordar nada, pero gracias a su extraña conexión con Federico García Lorca, consiguió recordar el nombre de Amelia. Con la ayuda de esta, Julián recuperó su memoria y volvió a trabajar como agente del Ministerio, donde su primera misión fue impedir que Las meninas desapareciesen del Prado.
Sin embargo, al haber recuperado la memoria, Julián seguía sufriendo la muerte de Maite, y un día decidió volver a intentar salvarla. Lo consiguió: Maite no murió en 2012. Pero, justo después, fue secuestrado de repente y perdió la consciencia. Cuando despertó, una anciana, que aseguró ser Lola Mendieta, le dijo que estaban en 2070, y que ella lo había secuestrado para advertirle del curso peligroso que iba a tomar la historia si no se hacía nada. Julián pudo ver con sus propios ojos que el futuro era un desastre y que había que arregrarlo. Así pues, a su vuelta a 2020, les contó a sus compañeros lo que había visto y les advirtió que tenían que hacer algo. El Ministerio envió a una patrulla para solucionarlo y Julián se reencontró con su esposa y vivieron felices para todos los tiempos.